# Vía verde F.C. Santander-Mediterráneo
El Camino Natural Vía Verde Santander-Mediterráneo es una vía verde que discurre por el itinerario del Ferrocarril Santander-Mediterráneo, que pretendía enlazar los puertos de Santander y Valencia. Sin embargo, nunca llegó a completarse la línea y el tramo puesto en servicio en 1930 terminó cerrándose al tráfico en el año 1985. Este recorrido se encuentra dentro de la Red de Caminos Naturales del Ministerio de Agricultura, Pesca  y Alimentación.

## Historia
La idea inicial, para unir los dos puertos del Cantábrico y del Mediterráneo, era construir un ferrocarril entre Santander y Calatayud. Desde esta última ciudad, el proyecto se apoyaba en la línea ya existente Calatayud-Sagunto, explotada desde 1902 por una compañía distinta.
En el extremo de Santander, la línea pretendía llegar hasta Ontaneda y, desde allí, utilizar el tren ya en servicio hasta Astillero y hacia el puerto.
El 20 de noviembre de 1930 se inauguró el último tramo construido, 45 km de Trespaderne a Cidad-Dosante (Burgos). Tras esto, las complicaciones económicas, la guerra civil y la posguerra dificultaron el remate de los trabajos. En 1941 el ferrocarril fue nacionalizado y, a continuación, se trabajó durante 17 años en la perforación y terminación del túnel de La Engaña de 6 976 m de longitud. Después de múltiples vicisitudes, la obra se paralizó en 1959 cuando faltaban 35 km en tierras santanderinas para completarla.

## Localización
El recorrido del ferrocarril que se terminó y puso en servicio fue de 366 km entre Cidad-Dosante (Burgos) y Calatayud (Zaragoza), pasando por Burgos y Soria.

## Descripción
El Camino Natural Vía Verde no está completado todavía, es decir, no todo el recorrido del tren Santander-Mediterráneo se ha acondicionado y convertido en Camino natural vía verde. Faltan algunos tramos y kilómetros para que esto sea así (ver esquema adjunto).
A medio plazo, se espera acondicionar toda la ruta y posibilitar una senda ininterrumpida desde la Merindad de Valdeporres en Burgos hasta Calatayud.
Además, existe el plan de conectar esta senda con la vía verde del Pas al norte, y con la vía verde de Ojos Negros, al sur. De esta manera, se creará un camino acondicionado para senderismo y cicloturismo desde el Cantábrico hasta el Mediterráneo, con más de 500 km de longitud.
En el trazado ferroviario que se puso en servicio, se perforaron 15 túneles, entre los 46 y los 592 m de largo, y se construyeron 35 puentes, entre los 11 y los 70 m de largo.
En noviembre de 2023, los tramos acondicionados como vía verde son los siguientes:

### Tramo de La Engaña
Es un camino acondicionado de 6 km de largo.
Senda de tierra compactada que va desde la boca sur del túnel de La Engaña hasta Pedrosa de Valdeporres (Burgos). Este recorrido nunca fue utilizado por el ferrocarril. Discurre entre bosque de robles y hayas, junto a las paredes de la Muela de Dulla y el río Engaña.

### Tramo Cidad-Dosante - La Bureba  - Burgos - Cascajares de la Sierra
La antigua Estación de Cidad-Dosante fue punto término del Ferrocarril Santander-Mediterráneo, al no estar habilitado el túnel de La Engaña. A su vez, era la conexión con el ferrocarril de La Robla. Hoy existe un apeadero perteneciente a esta línea de La Robla: la Estación de Dosante Cidad. En noviembre de 2023, tras cinco años de trabajos, queda abierta la vía verde en este tramo que atraviesa la comarca burgalesa de Las Merindades. Es posible acceder a la vía verde desde esta última estación, que dispone de una frecuencia de tren diaria hacia Bilbao y otra hacia León. Desde este punto comienza la vía verde en dirección sur, atravesando Las Merindades hasta su límite con la comarca de La Bureba. El recorrido sigue básicamente el cauce del Río Nela, a través de frondosos bosques propios del clima atlántico, que al caminar hacia el sur se convierten en una vegetación más mediterránea, propia de un clima más seco.
En el año 2020, existían dos tramos separados: 
- La Bureba - Alfoz de Burgos, un camino acondicionado de 46,7 km de largo.[11] Senda de gravilla compactada, entre Salas de Bureba y Villarmero (Burgos), que discurre por un paisaje variable de campos de cereales, vegas, cerros, etc.

- Burgos - Cascajares de la Sierra, un camino acondicionado de 51 km de largo.[12] Senda asfaltada en Burgos y tierra y gravilla compactadas en el resto, que atraviesa la campiña del sur de la capital.

En marzo de 2021 se terminaron las obras, y se abrió al público, la conexión entre ambos tramos, desde Villarmero hasta la salida sur de Burgos. Con ello, se ha creado un recorrido continuo de 107 km en total. En noviembre de 2023 se abrió el tramo entre Castellanos de Bureba y Cidad Dosante de 60,7km de longitud, dando con ello un total de 167,70km de vía verde continua entre Cidad Dosante y Cascajares de la Sierra.

### Tramo Hontoria del Pinar - Soria
Es un camino acondicionado de 66 km de largo.
Senda de zahorra compactada, desde Hontoria del Pinar (Burgos) a la capital soriana. La ruta atraviesa densos pinares y las dehesas de Soria con su actividad ganadera.

### Tramo Polígono de Valcorba - Ciria
Es un camino acondicionado de 43,5 km de largo.
Este recorrido se queda a 5 km de distancia de Soria y, por tanto, a esa distancia de la unión con el tramo mencionado anteriormente.

### Tramo Ribota
Es un camino acondicionado de 7,4 km de largo.
Senda de gravilla compactada, entre Torralba de Ribota y Calatayud (Zaragoza).

### Otras obras
Aparte de lo anterior, se encuentra en proyecto el acondicionamiento de la vía verde entre Cascajares de la Sierra y Hontoria del Pinar a través de Salas de Los Infantes, Castrillo de la reina y Rabanera del pinar.

## Conexión con la vía verde de Ojos Negros
Más allá de Calatayud, a finales del año 2022, el Ministerio de Agricultura, Pesca y Alimentación ha finalizado las obras de nuevos tramos por la comarca del Jiloca. Los trabajos se desarrollaron en las proximidades del antiguo enlace ferroviario de Caminreal (Teruel).
En concreto, se acondicionaron 24 km desde San Martín del Río hasta Fuentes Claras, sobre el trazado del antiguo ferrocarril Calatayud-Valencia. Al mismo tiempo, se habilitaron caminos rurales desde Fuentes Claras hasta el Barrio Centro de Sierra Menera, ruta que posibilita la conexión de este tramo con la vía verde de Ojos Negros que conecta la localidad minera con el Puerto de Sagunto .
El recorrido anterior es prolongación de otro ya en servicio desde 2021, con 15 km de trayecto en Daroca (Zaragoza). De esta manera, el Camino Natural Vía Verde Santander-Mediterráneo, y su conexión con Ojos Negros, completa a partir de esta zona un itinerario hacia el sur de unos 250 km de ruta continua.

## Hábitat
Dada la extensión de esta vía verde, el hábitat presente a lo largo de ella es diverso.
En cuanto a la flora, los terrenos en el límite con Cantabria tienen grandes masas boscosas. En el entorno del túnel de La Engaña, pueden verse ejemplares de roble, chopo y acacia, que se mezclan con pastizales y campos de cultivo.
En la zona de Castellanos de Bureba aparecen los cerezos. En sus alrededores, están los valles de los ríos Homino y Ubierna, con su bosque de ribera.
En Peñahorada y Sotopalacios se cruzan las tierras llanas con cultivos de cereal de secano y otras tierras de labor.
Camino de Cascajares siguen los cultivos de secano en las cercanías del río Ausines y su vegetación de ribera, con álamos blancos y chopos. También, más adelante se ven ejemplares de sabina, en dirección a los Sabinares del Arlanza.
Más vegetación de ribera, con álamos y sauces, en el curso de los ríos Mayuelo y Laprima en las cercanías de Hontoria. Después de esta población, empieza a dominar la presencia del bosque de pino silvestre.
Pasado San Leonardo, se entra en la ruta de Pinar Grande, una extensión de monte de 12 533 ha con origen en la Edad Media. La zona mantiene su antigua tradición forestal en la explotación de la madera de pino. Además, en este entorno crece el hongo boletus edulis, con aprovechamiento gastronómico.
Bajando hacia Abejar y alrededores, vuelven las tierras llanas y los cultivos de cereal. Siguiendo el camino hacia Soria, se puede ver alguna zona con robles y pinos silvestres, con abundantes rebollos y algunos fresnos en las zonas húmedas. Pasado el curso del río Golmayo y su bosque de ribera, aparecen pequeñas masas de encinas.
En cuanto a la fauna hay dos puntos a destacar. En las cercanías de Hontoria, el parque natural del Cañón del Río Lobos, con sus buitres leonados. En Pinar Grande, además del ganado vacuno que aprovecha los pastos de la zona, la presencia de algunas aves como el pico picapinos o el gavilán. También, aparecen en este entorno el corzo, el ciervo, el jabalí o el zorro.
Finalmente, en lo referente al hábitat humano, otros dos puntos a destacar. En los alrededores del túnel de La Engaña, la permanencia de los restos derruidos del poblado que se levantó para los trabajadores de esa obra, con sus casas y servicios. En las afueras de San Leonardo, la permanencia de un tramo de vías del antiguo tren en recuerdo del rodaje en 1965 de la película Doctor Zhivago, que aparentó en estos paisajes los fríos escenarios rusos de la novela.

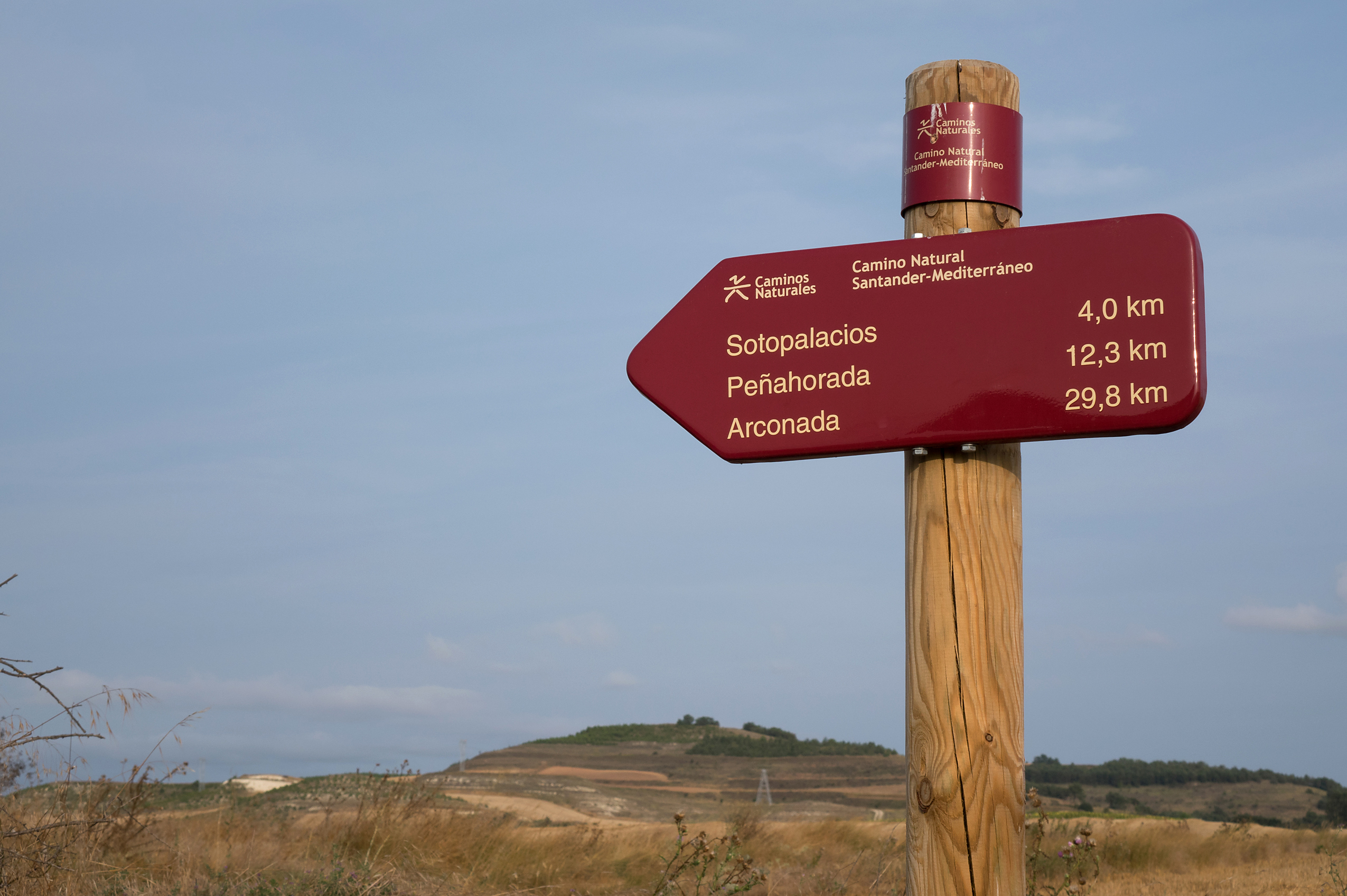
Señal informativa de la vía en Villarmero.